# ده هونگ جین
ده هونگ جین (هلندی: The Hong Djien؛ زادهٔ ۱۲ ژانویهٔ ۱۹۱۶ - درگذشته نامشخص) بازیکن فوتبال اهل اندونزی بود.
وی همچنین در تیم ملی فوتبال هند شرقی هلند بازی کرده‌است.